# Ath-Thawrah
Ath-Thawrah is een plaats in het Syrische gouvernement Ar-Raqqah en telt 65.000 inwoners (2008).